# Спира Страхињић
Спира Страхињић (Оране, 30. август 1925 — Ниш, 25. јануар 2022) био је српски лекар и универзитетски професор.

## Биографија
Рођен је у Орану код Бојника у многобројној и сиромашној породици. Основну школу учио је у свом селу а Гимназију у Лесковцу 1946. године. На Медицинском факултету у Београду дипломирао је 1953. године, а специјализовао је интерну медицину 1960. године. Из исте области специјализирао је на Интерној клиници Медицинског факултета у Стразбуру од 1961/62. године, а затим у Берну.
Као веома успешан студент и лекар, определио се за позив наставника и научног радника. На Медицинском факултету у Нишу радио је од 1960. године, да би 1976. године докторирао из области интерне медицине и био изабран за редовног професора. У периоду од 1960 до 1972. године био је Начелник службе за кардиологију. Један је од најзаслужнијих за оснивање Института за нефрологију и хемодијализу 1972. године. Био је директор ове установе до одлазка у пензију 1990. године. Објавио је више студија из области нефрологије и преко 400 научних и стручних расправа. Био је председник Удружења нефролога србије, члан Балканског, Европског и Светског удружења нефролога.
Страхињић је био један од оснивача и утемељивача Медицинског факултета у Нишу, шеф Катедре за Интерну медицину, оснивач и директор Института за нефрологију и хемодијализу, један од оснивача и члан Академије медицинских наука СЛД.
Добитник је Октобарске награде града Ниша, награде Српског лекарског друштва за животно дело, Седмојулске награде републике Србије и Ордена рада са црвеном заставом.
Преминуо је 25.1.2022. у својој 97. години живота.